# London Borough of Waltham Forest

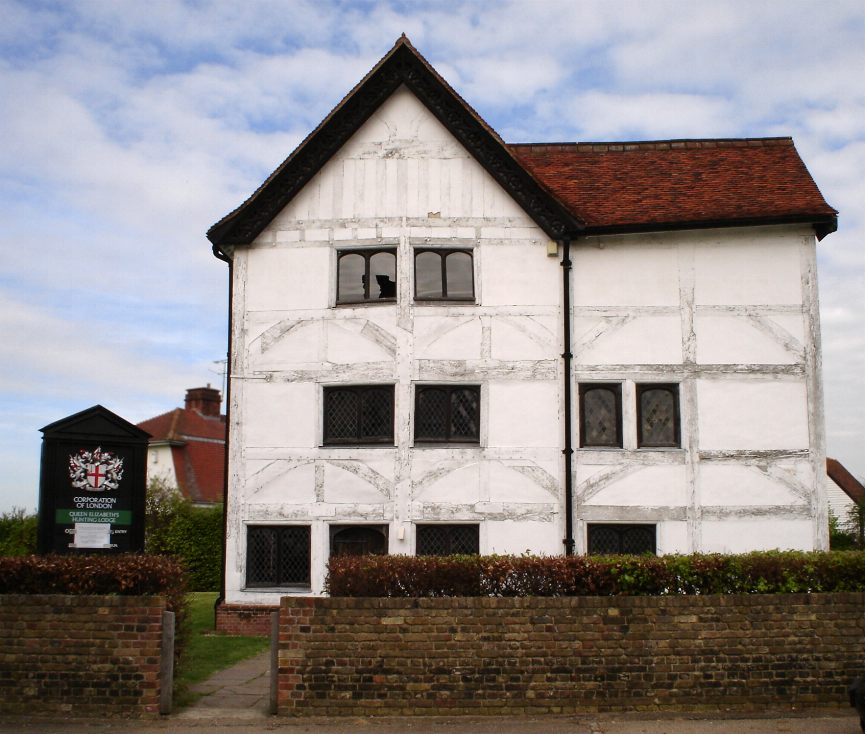
Queen Elizabeth's Hunting Lodge

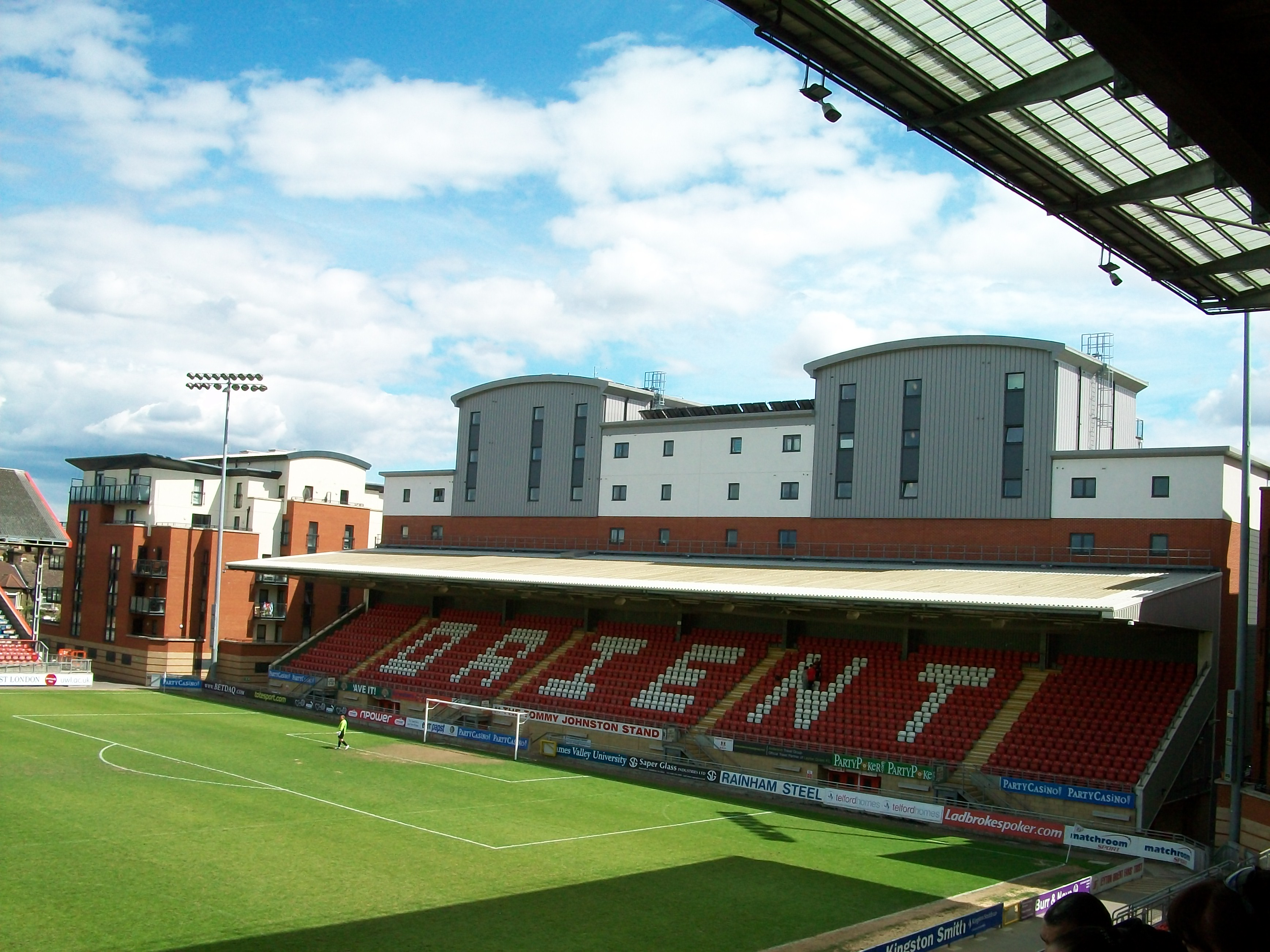
The Matchroom Stadium – Leyton Orient F.C.

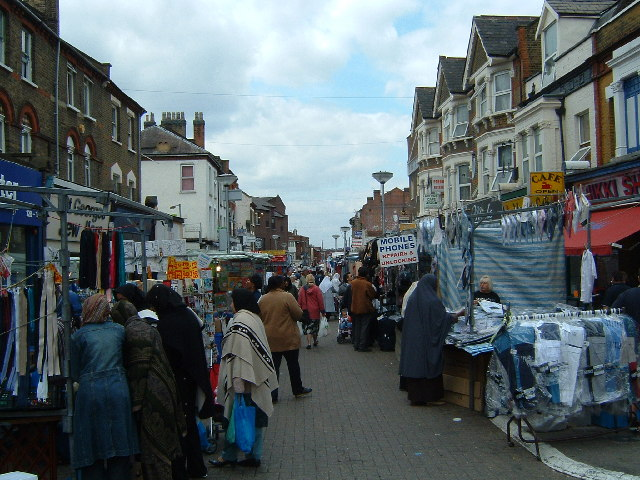
Targ Walthamstow

London Borough of Waltham Forest – jedna z 32 gmin Wielkiego Londynu położona w jego północno-wschodniej części. Wraz z 19 innymi gminami wchodzi w skład tzw. Londynu Zewnętrznego. Władzę stanowi Rada Gminy Waltham Forest (ang. Waltham Forest Council).
Gmina Waltham Forest była jedną z sześciu pełniących rolę gospodarza Letnich Igrzysk Olimpijskich w 2012 roku.

## Historia
Gminę utworzono w 1965 na podstawie ustawy London Government Act 1963 z obszarów Chingford (ang. Municipal Borough of Chingford) utworzonego w 1938 roku oraz Leyton (ang. Municipal Borough of Leyton) i Walthamstow (ang. Municipal Borough of Walthamstow) utworzonych w 1926 roku.

## Geografia
Gmina Waltham Forest  ma powierzchnię 38,82 km², graniczy od wschodu z Redbridge,  od zachodu z Haringey i Enfield, od południa z Hackney i Newham, zaś od północy z dystryktem Epping Forest w hrabstwie Essex. Jedna piąta gminy składa się z lasów, zbiorników wodnych, otwartej przestrzeni oraz parków.
W skład gminy Waltham Forest wchodzą następujące obszary:
| - Cann Hall - Chingford - Chingford Hatch - Friday Hill - Hale End - Highams Park | - Leyton - Leytonstone - South Chingford - Upper Walthamstow - Walthamstow - Whipps Cross |

Gmina dzieli się na 20 okręgów wyborczych które nie pokrywają się dokładnie z podziałem na obszary, zaś mieszczą się w trzech rejonach tzw. borough constituencies – Chingford and Woodford Green, Leyton and Wanstead i Walthamstow.
| - Cann Hall (Leyton and Wanstead) - Cathall (Leyton and Wanstead) - Chapel End (Walthamstow) - Chingford Green (Chingford and Woodford Green) - Endlebury (Chingford and Woodford Green) - Forest (Leyton and Wanstead) - Grove Green (Leyton and Wanstead) - Hale End and Highams Park (Chingford and Woodford Green) - Hatch Lane (Chingford and Woodford Green) - High Street (Walthamstow) | - Higham Hill (Walthamstow) - Hoe Street (Walthamstow) - Larkswood (Chingford and Woodford Green) - Lea Bridge (Walthamstow) - Leyton (Leyton and Wanstead) - Leytonstone (Leyton and Wanstead) - Markhouse (Walthamstow) - William Morris (Walthamstow) - Wood Street (Walthamstow) - Valley (Chingford and Woodford Green) |

## Demografia
W 2011 roku gmina Waltham Forest miała 258 249 mieszkańców.
Podział mieszkańców według grup etnicznych na podstawie spisu powszechnego z 2011 roku:
| - Biali Brytyjczycy: 92 999 (36,0%) - Biali Irlandczycy: 3 959 (1,5%) - Irish Travellers: 369 (0,1%) - Pozostali biali: 37 472 (14,5%) - Mieszani Karaibowie: 4 568 (1,8%) - Mieszani Afrykanie: 2 403 (0,9%) - Mieszani Azjaci: 2 602 (1,0%) - Pozostali mieszani: 4 193 (1,6%) - Hindusi: 9 134 (3,5%) | - Pakistańczycy: 26 347 (10,2%) - Banglijczycy: 4 632 (1,8%) - Chińczycy: 2 579 (1,0%) - Pozostali Azjaci: 11 697 (4,5%) - Czarni Afrykanie: 18 815 (7,3%) - Czarni Karaibowie: 18 841 (7,3%) - Pozostali czarni: 7 135 (2,8%) - Arabowie: 3 776 (1,5%) - Pozostałe grupy etniczne: 6 728 (2,6%) |

Podział mieszkańców według wyznania na podstawie spisu powszechnego z 2011 roku:
- Chrześcijaństwo –  48,4%
- Islam – 21,9%
- Hinduizm – 2,3%
- Judaizm – 0,5%
- Buddyzm – 0,8%
- Sikhizm – 0,5%
- Pozostałe religie – 0,4%
- Bez religii – 18,0%
- Nie podana religia – 7,3%

Podział mieszkańców według miejsca urodzenia na podstawie spisu powszechnego z 2011 roku:
| - Wielka Brytania (158 437 – 61,35%) - Pakistan (12 708 – 4,92%) - Polska (8 197 – 3,17%) - Rumunia (4 291 – 1,66%) - Indie (4 150 – 1,61%) - Jamajka (4 153 – 1,61%) - Litwa (3 500 – 1,36%) - Turcja (3 279 – 1,27%) - Irlandia (3 039 – 1,18%) - Ghana (2 824 – 1,09%) - Bangladesz (2 696 – 1,04%) - Nigeria (2 513 – 0,97%) - Somalia (2 364 – 0,92%) - Sri Lanka (2 472 – 0,92%) | - Południowa Afryka (1 485 – 0,58%) - Francja (1 340 – 0,52%) - Włochy (1 311 – 0,51%) - Filipiny (1 233 – 0,48%) - Niemcy (1 132 – 0,44%) - Chiny (1 107 – 0,43%) - Kenia (956 – 0,37%) - Portugalia (994 – 0,38%) - Hiszpania (753 – 0,29%) - Stany Zjednoczone (666 – 0,26%) - Australia (604 – 0,23%) - Zimbabwe (569 – 0,22%) - Iran (272 – 0,11%) - pozostali (31 204 – 12,08%) |

## Transport

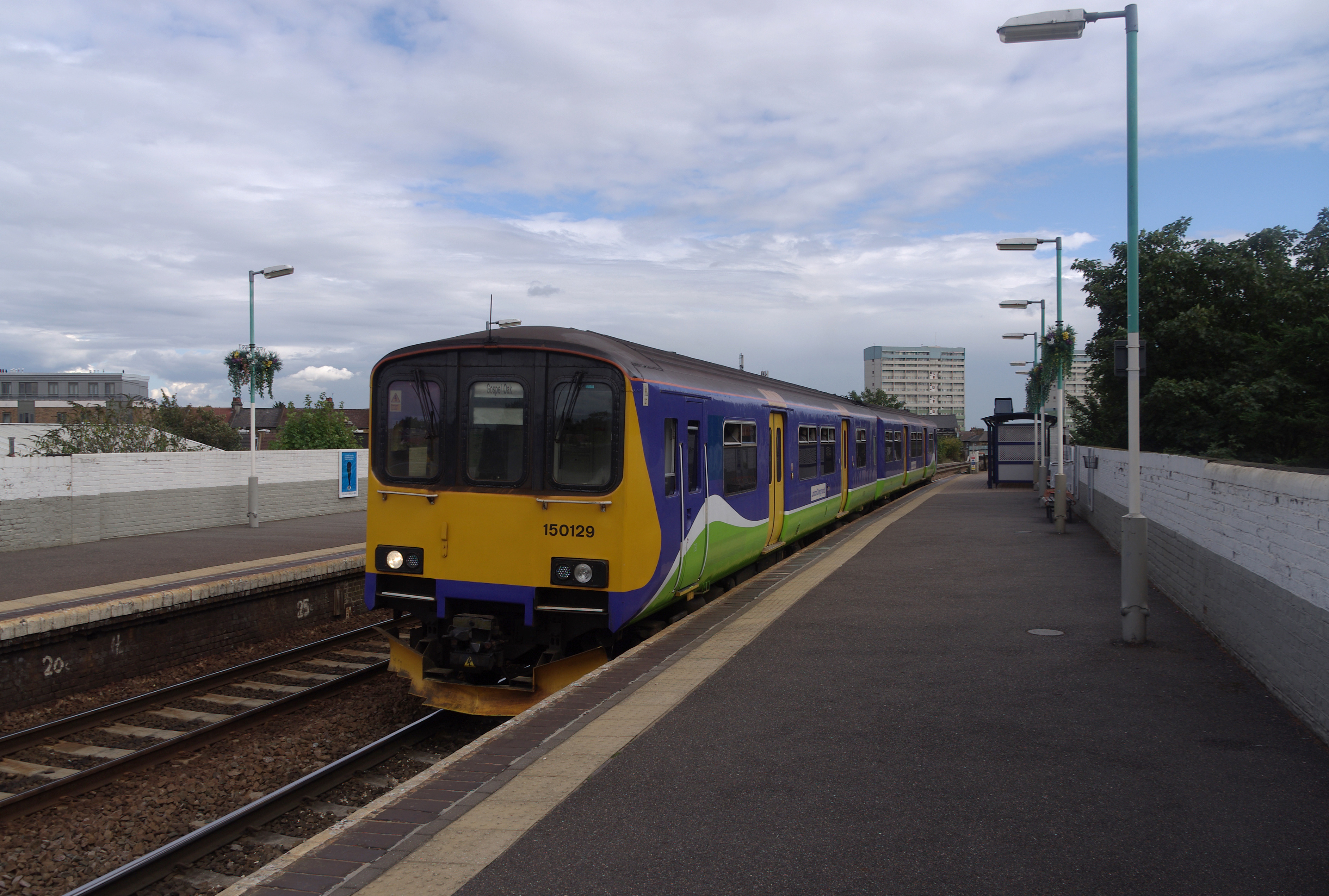
stacja Leytonstone High Road

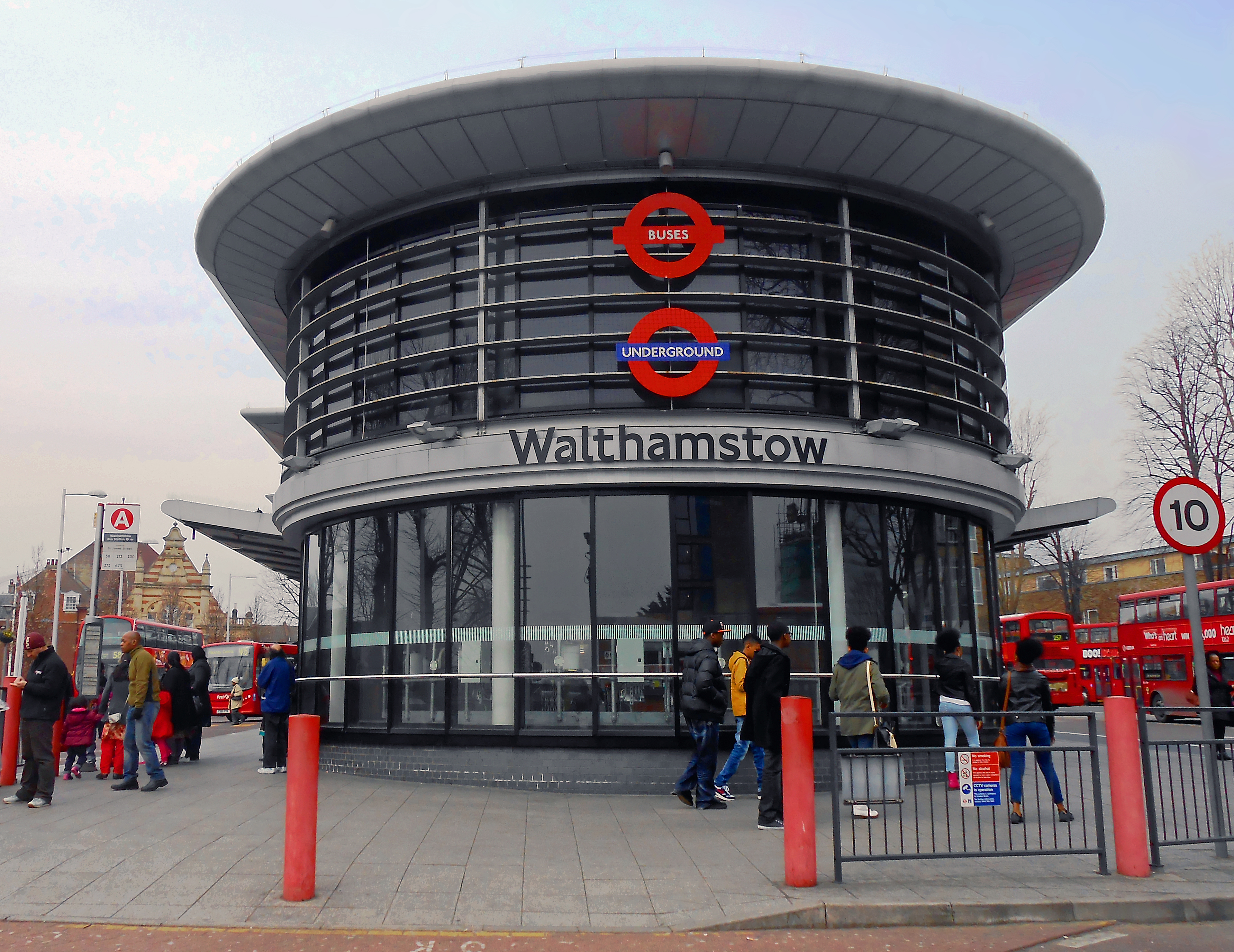
stacja Walthamstow Central

Przez Waltham Forest przebiegają dwie linie metra: Central Line i Victoria Line.
Stacje metra:
- Blackhorse Road – Victoria Line
- Leyton – Central Line
- Leytonstone – Central Line
- Walthamstow Central – Victoria Line

Pasażerskie połączenia kolejowe na terenie Waltham Forest obsługują przewoźnicy National Express East Anglia oraz London Overground.  
Stacje kolejowe:
- Chingford
- Highams Park
- St James Street
- Walthamstow Central
- Wood Street

Stacje London Overground:
- Blackhorse Road
- Leyton Midland Road
- Leytonstone High Road
- Walthamstow Queen’s

## Miejsca i muzea
- Walthamstow Pump House Museum[14]
- Vestry House Museum[15]
- William Morris Gallery[16]
- 491 Gallery(inne języki) (zamknięty)[17]
- Queen Elizabeth's Hunting Lodge[18]

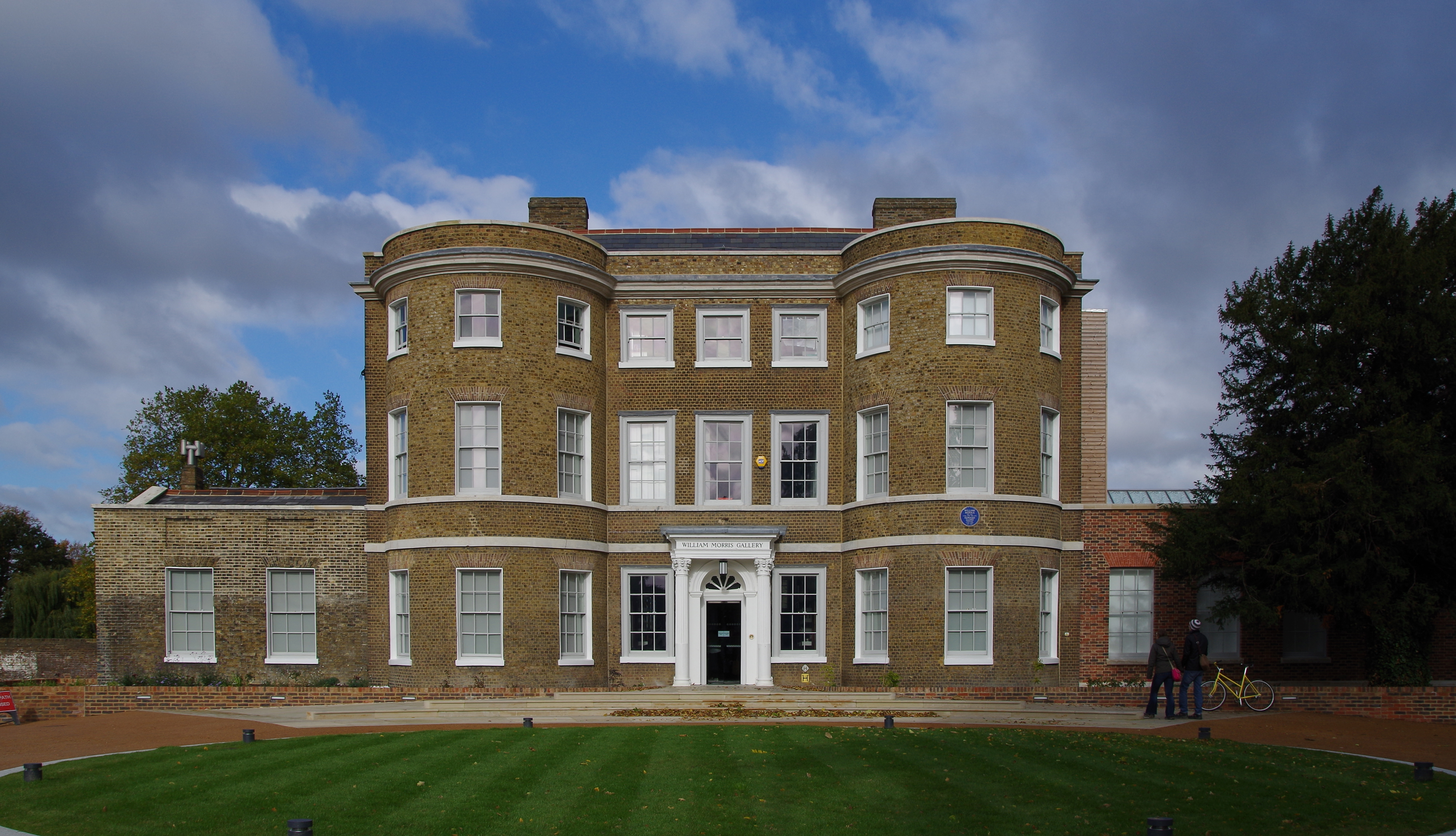
William Morris Gallery

- Walthamstow market (najdłuższy uliczny targ w Europie na otwartym powietrzu)[19]
- Matchroom Stadium – siedziba klubu piłkarskiego Leyton Orient F.C.
- Lee Valley Ice Centre[20]

## Letnie Igrzyska Olimpijskie 2012
Część wioski olimpijskiej Letnich Igrzysk Olimpijskich 2012 znajduje się w Leyton. Umiejscowiony był tutaj obiekt Eton Manor na terenie którego na czas igrzysk stworzono baseny treningowe – 3 baseny 50 m dla pływaków i po jednym mniejszym dla  zawodników pływania synchronicznego i piłki wodnej.

## Edukacja
- Waltham Forest College[22]
- Whitefield Schools and Centre (największa szkoła specjalna w Europie)[23]
- Leyton Sixth Form College[24]
- Sir George Monoux College[25]
- Walthamstow Academy[26]
- Forest School (Walthamstow)[27]
- Walthamstow School for Girls[28]

## Znane osoby
W Waltham Forest  urodzili się m.in.
- Alfred Hitchcock – reżyser i producent filmowy
- David Beckham – piłkarz
- Steve Harris – muzyk rockowy
- Paul Di’Anno – wokalista rockowy
- Teddy Sheringham -piłkarz
- Michael Nyman – kompozytor
- Mick Box – muzyk
- Justin Hoyte – piłkarz
- William Morris – malarz, rysownik, pisarz i poeta
- Curtis Davies – piłkarz
- Keith Greene – kierowca wyścigowy
- Steve Hillage – muzyk